# Catedral de la Resurrección de Cristo (Ivano-Frankivsk)
La catedral de la Resurrección de Cristo o catedral católica ucraniana de Ivano-Frankivsk (en ucraniano: Собор Святого Воскресіння) es el nombre que recibe un edificio religioso histórico en la ciudad de Ivano-Frankivsk en el oeste de Ucrania que funciona como una catedral católica y sede de la archieparquía de Ivano-Frankivsk (Archieparchia Stanislaopolitanus) que usa el rito bizantino o ucraniano (greco católico) en plena comunión con el papa en Roma.
La iglesia original pertenecía a los Jesuitas y fue construida entre los años 1720 y 1729, pero esta estructura fue demolida como consecuencia de errores técnicos. La iglesia actual de estilo barroco fue edificada entre 1752 y 1761 por el dirigente de la ciudad, el gobernador de Poznan y Kiev Stanisław Potocki. Desde 1885 es una catedral grecocatólica. Esta justo al lado de un antiguo monasterio.
La iglesia barroca, tiene tres naves y una fachada de dos torres. Esta bajo la responsabilidad pastoral del arzobispo Volodymyr Viytyshyn que fue ratificado en su cargo por el entonces papa Benedicto XVI en 2005.

## Véase también

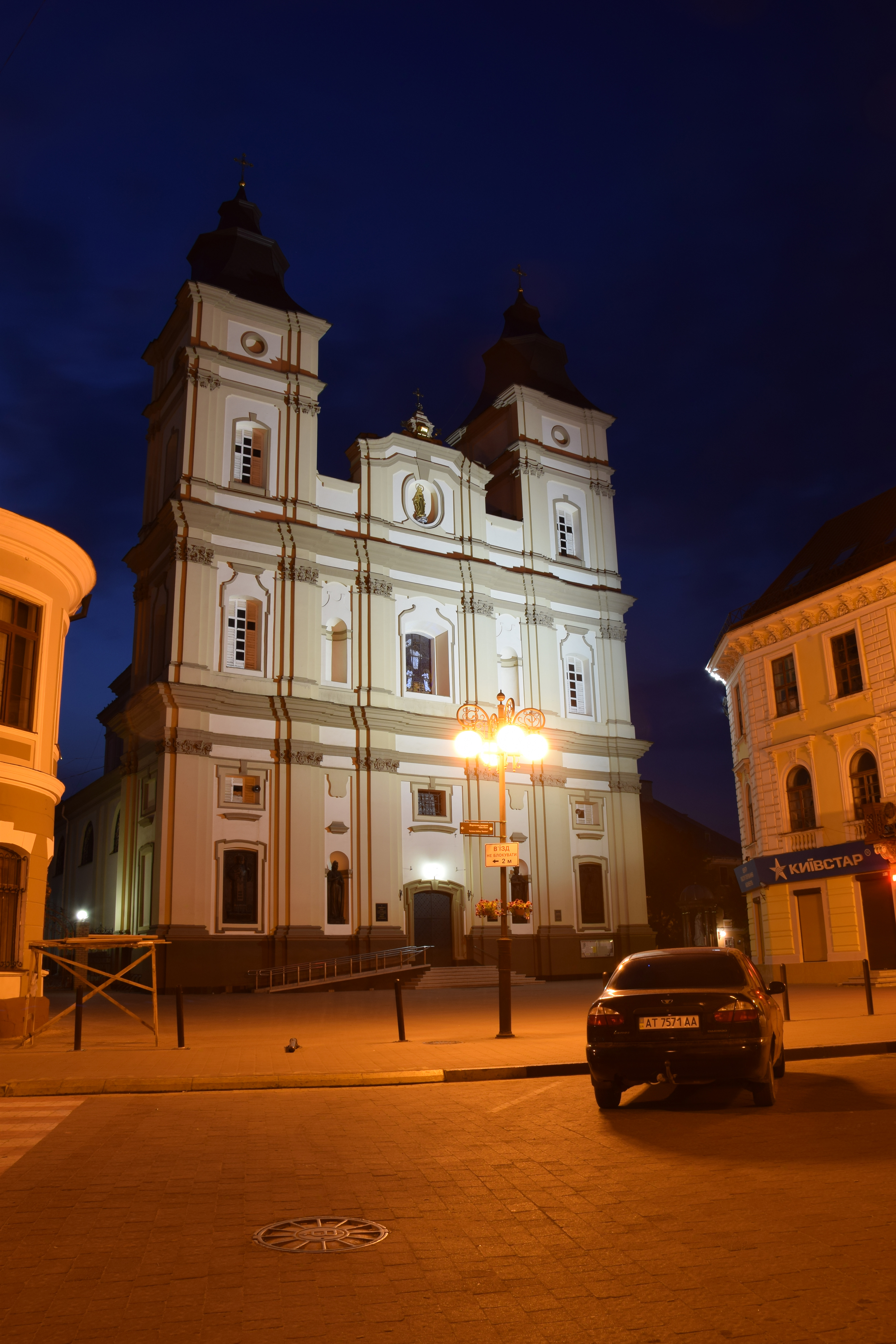
Otra vista del templo